# San Carlos-reservatet
San Carlos-reservatet er et indianerreservat med hovedsæde i byen San Carlos, Arizona, USA.
Placering: 184 km nordøst for Phoenix i Gila County og Graham County.
Stamme: Apache. Kendt for: Kurvevævning, perlefremstilling, juveler.
Floderne Salt River og Black River former grænsen, som deler apachereservatet San Carlos og Fort Apache-reservatet, som styres af to separate stammeregeringer.